# 금강휴게소

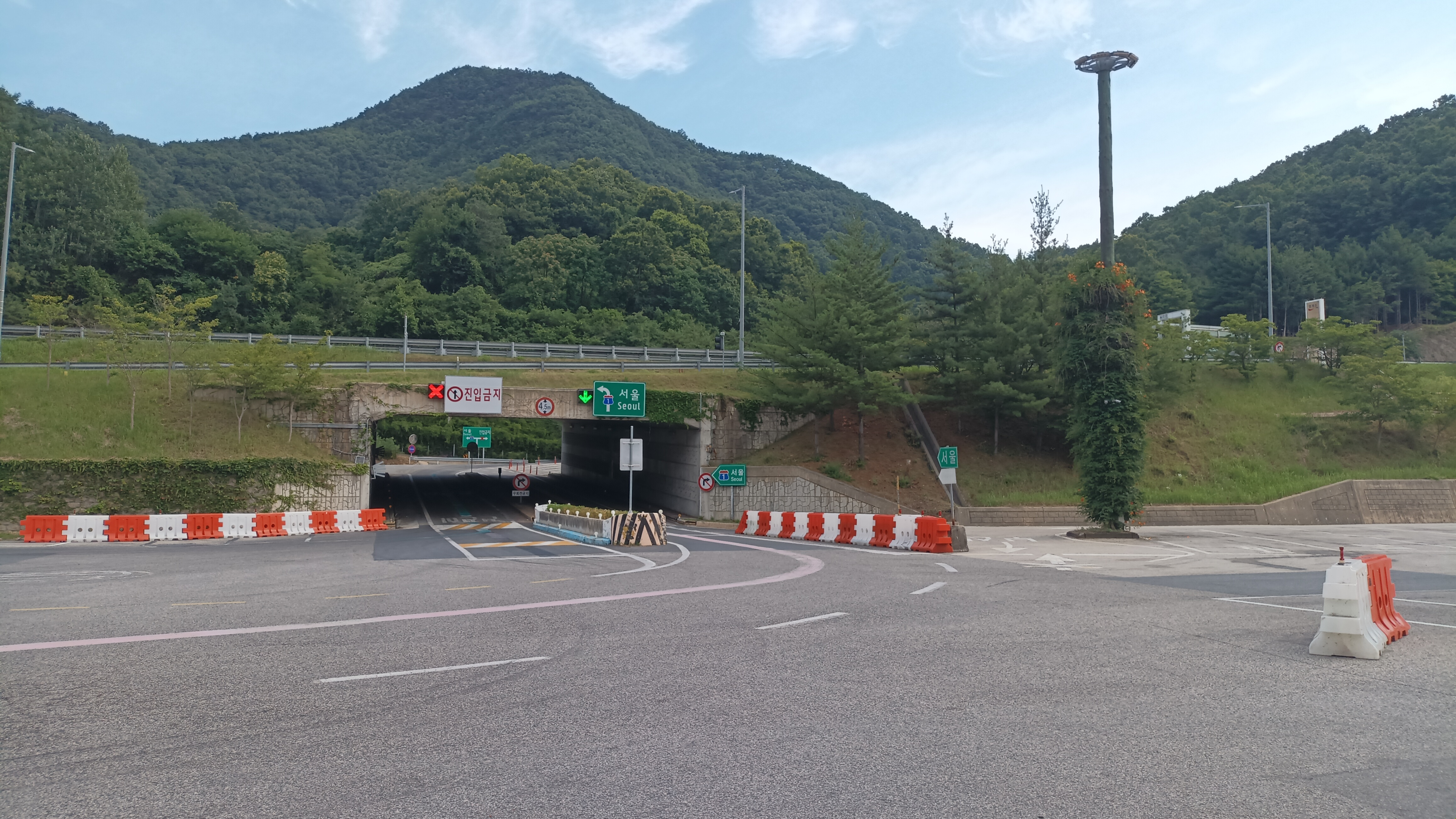
경부고속도로 금강휴게소 진출입로

금강휴게소(錦江休憩所, Geumgang Service Area)는 대한민국의 충청북도 옥천군 동이면 조령리에 위치한 경부고속도로의 휴게소이다. 부산기점에서 251km 떨어진 곳에 위치하며, 양방향 휴게소가 통합형으로 존재한다. 1970년 경부고속도로의 개통과 함께 금강유원지로 영업을 개시하였고 1971년 7월 휴게소로 정식 오픈하여 추풍령휴게소에 이어 대한민국에서 두 번째로 건설된 고속도로 휴게소이다. 금강 나들목과 진출입로를 공용하며, 서해안고속도로의 행담도휴게소나 영동고속도로의 덕평자연휴게소와 같이 하나의 휴게소를 양방향이 함께 쓰는 곳이기도 하다.
2003년 12월 26일 리모델링을 완료하고 재개장하였다. 휴게소 진입 시 반대방향으로 회차할 수 있다.

## 시설
- 현금인출기
- 브랜드매장 : 롯데리아
- 경정비소
- 정유사 : 알뜰주유소
- 도리뱅뱅 정식
- 산업전사 위령비[2]
- 조령리 마을

## 다음 휴게소
상행선
- 경부고속도로 서울방향 옥천휴게소 7.3km

하행선
- 경부고속도로 부산방향 황간휴게소 19km

## 전후
서울방향
- 옥천 나들목 ← 금강휴게소/금강 나들목 ← 영동 나들목
- 옥천 휴게소 ← 금강휴게소 ← 황간 휴게소

부산방향
- 옥천 나들목 → 금강휴게소/금강 나들목 → 영동 나들목
- 옥천 휴게소 → 금강휴게소 → 황간 휴게소

## 교통량 정보
원톨링 시스템에 의해 집계된 금강휴게소에서 회차한 차량 기준이다.
| 요금소              | 통행량 (대/일) | 통행량 (대/일) | 통행량 (대/일) | 각주  |
| 요금소              | 2017년         | 2018년         | 2019년         | 각주  |
| ------------------- | -------------- | -------------- | -------------- | ----- |
| 금강휴게소 (폐쇄식) | 382            | 425            | 400            | [ 3 ] |

## 같이 보기
- 금강 나들목